# アキアクリークの戦い
アキアクリークの戦い（英: Battle of Aquia Creek）は、南北戦争開戦直後の1861年5月29日から6月1日に、バージニア州のスタフォード郡で起きた北軍砲艦と南軍砲台の砲撃戦である。南軍は北軍の艦船や商船がチェサピーク湾に入り、ポトマック川下流を上がってこないよう、また防衛のために、岸に幾つかの砲台を築いた。アキア・クリークの砲台はそこにある鉄道終着駅の防衛も兼ねていた。北軍は南部州海岸、特にチェサピーク湾港の封鎖のためにこれら砲台を破壊し取り除こうとしていた。この戦闘そのものは決着が付かなかった。両軍はほとんど損傷を与えられず、双方に大きな損失は生じなかった。北軍の艦艇は南軍をその陣地から排除できず、守備隊に損傷を与えられず、砲台にも重大な被害を及ぼせなかった。砲台に入っていた南軍は北軍とその艦船に重大な損傷を与えられなかった。この戦闘から間もない1861年7月7日日曜日、南軍はアキアランディング砲台沖で初めて機雷を使ったが成功しなかった。1862年3月9日、北軍による半島方面作戦による脅威に対応するために、南軍はこの砲台から部隊を移動させ、砲台を放棄することになった。アメリカ合衆国国立公園局は、この戦闘を南北戦争の主要戦闘384件の1つに加えている。

## 背景
バージニア州は1861年5月23日に住民投票を行うことになっていたが、4月17日に開催されたアメリカ合衆国からの脱退を問う会議で、脱退に賛成票を投じ、実質的に脱退していた。それはサムター砦の守備隊が南軍に降伏した3日後、エイブラハム・リンカーン大統領が反乱の鎮圧のために志願兵応募を呼びかけた日から2日後のことだった。4月22日、バージニア州知事ジョン・レッチャーがロバート・E・リーをバージニア州陸軍と海軍の総司令官に少将の位と共に任命した。リー将軍はバージニア州海軍のウィリアム・F・リンチ大佐を派遣して、ポトマック川の防衛できる地点を調べ、北軍の艦船が川を航行するのを妨げるために砲台を築く手段を採らせた。4月24日、バージニア陸軍工兵のトマス・H・ウィリアムソン少佐と、バージニア州海軍H・H・ルイス海軍大尉が、アキア・クリークの岸を調べ、砲台を築くための最良地点としてスプリットロック・ブラフを選定した。そこからは十分な口径の大砲があれば水路を支配できるからだった。
4月27日、リンカーン大統領は南軍に対する海上封鎖をバージニア州やノースカロライナ州の海岸を含むように拡大させた。これら2州は既にアメリカ連合国に加盟する手続きを採っていた。このとき北軍も南軍もポトマック川を敵軍に使わせないことを望んでいた。
5月8日、ウィリアムソン少佐はアキア・クリークの上陸点に砦の建設を始めた。その上陸点はフレデリックスバーグ・アンド・ポトマック鉄道の北側終着点であり、それを北軍に確保されないよう守るのが主要目的だった。5月14日頃、リンチ大佐とルイス大尉は、バージニア州海軍のロバート・D・ソーバーン海軍中佐およびジョン・ウィルキンソン海軍大尉と共に、鉄道終着点を守るために13門の大砲を擁するアキア砲台を建設した。この砲台は川を支配する大砲を置くという当初任務に加えて、ポトマック川の航行線を閉鎖するという脅しにもなっていた。5月10日、南軍当局がリー将軍をバージニアの南軍を指揮する者に指名した。ダニエル・ラッグルス准将が砲台の全体指揮を執ったが、アキアではリンチ大佐の直接指揮下に入ったままだった。
アキア・ランディングの南軍砲台の存在を、北軍の砲艦USSマウントバーノンが初めて視認したが、マウントバーノンは砲台に対する攻撃を行わなかった。アキアの最初の砲台は水面と同じレベルにあり、鉄道の終着点を守ることが意図されていたので、南軍は偵察隊が当初選定していたように、5月29日以前に、ポトマック川とアキア・クリークの合流点の南にある崖の上に、第2の砲台を追加することで、アキアの防御を強化した。

## 戦闘

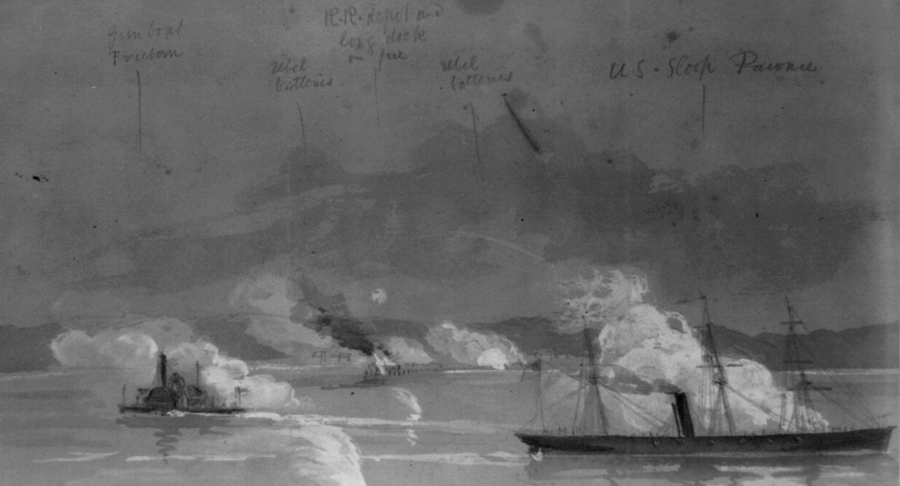
アキア・クリークでの北軍艦船ポーニーとフリーボーン対南軍砲台。ハーパーズ・ウィークリーのアルフレッド・R・ウォード作画

1861年5月29日、北軍海軍ジェイムズ・H・ウォード海軍中佐の指揮するポトマック戦隊の砲艦USSトマス・フリーボーンは、排水量250トン、外車汽船、大砲3門搭載、軍用転換艦であり、アキアの南軍砲台を攻撃したが、ほとんど損傷を与えられなかった。南軍のリンチ大佐は、トマス・フリーボーンが14発の砲弾を発射し、兵士1名が手を負傷しただけだと報告した。翌5月30日、トマス・フリーボーンが、排水量200トン、大砲2門搭載のUSSアナコスティア、およびその半分の大きさのUSSリゾリュートと共に戻ってきて、南軍砲台と数時間交戦したが、やはり効果はほとんど無かった。この戦隊で最大の大砲は32ポンド砲だった。6月1日、トマス・フリーボーン、アナコスティア、リゾリュートに加えてスループ・オブ・ウォーUSSポーニーが約5時間砲台を砲撃し、500発以上を放った。リンチ大佐は、2日目および3日目の砲撃で死傷者は出ず、鶏1羽、馬1頭が死んだだけだと報告した。リンチはその工作物がいくらか損傷を受けたとも報告した。後方にあった家屋が損傷し、鉄道の線路が3，4か所めくれていた。リンチは、弾薬を節約するために、また大きな大砲は回転できないために敵の艦船が見えかつ銃眼の範囲にはいったときのみ発砲できたので、控えめに反撃したとも語っていた。それでもこの戦闘の間に、トマス・フリーボーンとポーニーは砦からの砲弾で小さな損傷を受け、修繕を必要とした。北軍の水兵では、重傷者や戦死者は出なかった。

## 戦闘の後
1861年6月27日、北軍の海軍大佐ジェイムズ・H・ウォードが、南北戦争で初めて戦死した海軍士官となった。バージニア州 キングジョージ郡のマチアスポイント近くで、ポトマック川沿いの別の南軍砲台を落とし、北軍砲台を設置するために上陸部隊を密接に支援していた乗艦トマス・フリーボーン上で戦死した。
アキアクリークの戦い後、南軍はアキアの崖の上に3つめの砲台を、アキア・クリークの河口の向かいブレント・ポイントで4つめの砲台を建設して地域の防御度を上げた。7月7日、南軍はポトマック川のアキア・クリーク沖に機雷を設置し、この戦争で初めて使うことになった。この機雷は80ガロンの樽で支持するボイラー用鉄製水雷にポーニーの大きさの船を吹き飛ばせるだけの火薬を詰めたものであり、ポーニーの水兵はそれが漂ってきたときに視認できた。この機雷は後にリゾリュートの水兵が川から除去したが、機雷の1つは川の底に沈んだ。
10月末までに、南軍砲台はポトマック川を短期間事実上閉鎖していたが、北軍は、少なくとも南軍の火薬の質が劣るために、通り過ぎる艦船を直撃できないことを、徐々に理解するようになった。南軍の大砲からの脅威が無いという北軍海軍の判断があったにも拘わらず、南軍が幸運な一撃を放つことができた場合を想定して、砲台が運営されている間は民間船によるポトマック川航行が禁止されていた。
1861年11月1日、ジョージ・マクレラン少将が北軍の指揮官になった後、リンカーン大統領は繰り返しマクレランに南軍からこれらの陣地を奪うように求めたが、マクレランは動かなかった。1862年3月8日に一般命令第3号で、リンカーンがマクレランに砲台に対する行動を命令し、マクレランが動いた時になってやっと、南軍は陣地を放棄した。南軍は、半島方面作戦の始まった3月初旬にジョセフ・ジョンストン将軍がリッチモンド防衛のために、砲台の守備兵を呼び戻し、砲台h放棄された。3月9日、アナコスティアとヤンキーの水兵がクックピットポイントとシッピングポイントの南軍砲台で異常な火災と爆発に気付いた。北軍はアキアを始めポトマック川に沿った南軍の砲台が放棄されているのを発見した。北軍はアキア・ランディングの桟橋と倉庫を1863年6月7日まで使用し、その後北のゲティスバーグの戦いに向かった。北軍は1864年オーバーランド方面作戦の時にも再度この施設を利用した。